# Franck Ducheix
Franck Ducheix, född den 11 april 1962 i Renan, Algeriet, är en fransk fäktare som tog OS-brons i herrarnas lagtävling i sabel i samband med de olympiska fäktningstävlingarna 1992 i Barcelona.